# Santorio Santorio
Santorio Santorio (slovensko: Sanktorij, latinsko Sanctorios de Padua), italijanski zdravnik slovenskega izvora in izumitelj, * 29. marec 1561, Koper, † 22. februar 1636 Benetke.
Oče znamenitega zdravnika je bil poklicni vojak, rojen je bil v Čedadu v Furlaniji, kjer so še danes naseljeni Slovenci, poveljeval pa je posadki v Kopru. Po vsej verjetnosti se je očetova rodbina prvotno imenovala  Svetina (slovenski "sveti", latinsko "sanctus", italijansko "santo"). Sinu je lahko plačal študij medicine na univerzi v Padovi, kjer je leta 1582 diplomiral. 

## Delo
Pridobil si je velik sloves, zdravil je visoko hrvaško in italijansko plemstvo ter bil osebni zdravnik poljskega kralja. V letih 1611-1624 je predaval na univerzi v Padovi teoretično medicino. Naselil se je v Benetkah ter posvetil pisanju rasprav ter izumljanju priprav, ki so omogočale v medicini eksaktno merjenje. Znamenita je njegova tehtnica, s katero je študiral presnovo, razliko med seštevkom človekove teže in zaužite hrane ter pijače in zaradi tega povečano telesno težo. Predvsem pa se je posvečal študiju telesne temperature, v letih 1593−1597 je izumil termometer. Napisal je vrsto razprav in knjig, njegova največkrat natisnjena knjiga Ars de statica medicina je izšla v 34 latinskih izdajah in 14 prevodih v angleščino, francoščino, italjanščino ter nemščino. Leta 1660 so v Benetkah izdali njegova izbrana dela.